# Coregonus fera
El corégono fera es la especie Coregonus fera, un pez de río de la familia salmónidos, que se distribuía por la cuenca del lago Ginebra, entre Suiza y Francia, aunque en la actualidad la especie se considera extinta.
Tenía una longitud máxima descrita de 55 cm, siendo pescado, por su tamaño y apreciada carne, para alimentación humana.
Vivía exclusivamente en ríos y lagos, en ambiente bentopelágico; en verano se alimentaba de insectos cerca de la superficie, mientras que en invierno migraba a aguas más profundas del lago, desovando en febrero en aguas profundas sobre la vegetación del fondo.